# Oligotenes
Oligotenes là một chi bướm đêm thuộc phân họ Tortricinae của họ Tortricidae.

## Các loài
- Oligotenes amblygrapha Diakonoff, 1973
- Oligotenes antistita Diakonoff, 1974
- Oligotenes chrysoteuches Diakonoff, 1954
- Oligotenes hierophantis (Diakonoff, 1954)
- Oligotenes polylampes Diakonoff, 1954